# Weak Heart
Weak Heart är en låt av den svenska sångerskan Zara Larsson, utgiven på hennes debutalbum 1. Låten nådde som bäst femtiotredje plats på Sverigetopplistan.

## Listplaceringar
| Lista (2015) | Topplacering |
| ------------ | ------------ |
| Sverige      | 53           |